# Бригіта Ірландська
Свята Бригіта Ірландська (ірл. Naomh Bríd; класична гельська: Brighid; лат. Brigida; 451 або бл. 453, Фогарті — 1 лютого 525 (або 523), Кілдер) — християнська свята, абатиса та покровителька Ірландії. У православній традиції — преподобна Бригіта, ігуменія Кільдарська, царівна Ірландська.

## Біографія святої
Про життя св. Бригіти збереглося мало достовірної інформації.
До нас дійшли три житія св. Бригіти (автором одного з яких був Кіліан Ірландський), що збереглися у великій кількості рукописів і варіантах. Два житія написані латинською мовою, які прийнято називати Vita I, абоVita Prima, і Vita II. Третє житіє написано давньоірландською -Vita III, або Bethu Brigde (BB). Всі ці тексти мають складну рукописну традицію. Перше житіє (Vita I) було написано між 650 і 725 рр. Однак, перше житіє, на думку медієвістів, не є найдавнішим. За своїм стилем і темами воно типово для ірландської житійної літератури восьмого і наступних століть. Друге житіє (Vita II), менше за обсягом, є одним з чотирьох творів житійної літератури сьомого століття, які мають автора — ним був Когітос Кілдерский (лат. Cogitosus, пам'ять 18 квітня).
Згідно з її першим житієм, що багато в чому носить легендарний характер, Бригіта була дочкою шотландського короля і піктської рабині-християнки (пікти — стародавні племена, які становили корінне населення Шотландії). Дружина короля зажадала, щоб і дочка, і мати продали друїди. У цього мудреця, мага і провидця вона провела своє дитинство.
У дохристиянської Ірландії була високо розвинена культура. Філіди займалися збереженням історії та генеалогії, поети-барди були зобов'язані бути високоосвіченими людьми, причому їхнє навчання могло тривати протягом декількох десятиліть.
Християнізація Ірландії відбувалася напрочуд мирно і була найтіснішим чином пов'язана з системою освіти. Відомий проповідник св. Патрик в 459 р. заснував першу християнську школу, яка поклала початок цілій системі місцевої освіти. Відомо, що Бригіта рано прийняла християнство. Бригіта почула проповідь св. Патрика і стала християнкою, будучи 16-річною дівчиною.
Коли Бригіта підросла, батько забрав її до себе. Він поспішив подбати про майбутнє дочки і підібрав їй нареченого — теж короля. Дівчина роздавала майно короля бідним, а одного разу подарувала прокаженому королівський меч прикрашений дорогоцінним камінням. За батько ледь не вбив її, але наречений Бригіти заступився за неї і, як би передбачаючи святість нареченої, сказав: «Її заслуги перед Богом більше наших». Тоді батько дозволив їй чинити на свій розсуд.
Відомо, що близько 468 р. вона звернулася до християнства. Близько 480 р. нею був заснований монастир у містечку Кілдер на місці колишнього язичницького святилища  друїдів (ірл. Cill Dara — «Кіль-Дара» — «Храм Дуба»). Неодноразово Бригіта відвідувала Кілбрайд, де зустрічалася з Бригітою Кілбрідською, понині шанованої в тих краях. Бригіта була прийомною матір'ю іншій шанованій ірландської святій Дарлугдах.
Бригіта славиться не тільки своїми чудесами, а й своєю добротою і милосердям: вона роздавала їжу бідним, зцілювала хворих, нікому не відмовляла у допомозі.
Монастир був найважливішим центром культурного життя Ірландії, оскільки в цій країні не було міст. Осередком місцевої церкви з самого початку був монастир, який був патроном місцевих церков. При цьому настоятель виконував роль єпископа. Єпископи Ірландії підпорядковувалися настоятелю місцевого монастиря. Ірландські монастирі стали центрами, які за своїми просвітницьким функціям були аналогічні європейським містам.
Чернечий статут у Кілдері був місцевим — тоді це було прийнятно в Ірландії. Бригіта у видінні узріла месу, що здійснюється перед останками св. Петра в Римі. Побачене так вразило її, що вона відправила людей в Рим, щоб вони привезли звідти правила богослужіння.
Заснована Бригітою обитель призначалася і для ченців, і для черниць, однак абатиса панувала над абатом. Коли Бригіта з кількома дівчатами прийшла для постригу до єпископа Меля, то встала останньої. Але над її головою зметнувся вогняний стовп, і єпископ наполіг, щоб вона була пострижена першою. Потім він прочитав над дівчиною чин поставлення єпископа. Відомо, що він не повинен читатися над жінкою, і це обурило єпископа Майкайла. На його заперечення єпископ Мель відповів: «Я не маю над цим ніякої влади. Це честь Брігіти, що була дана Богом». З тих пір ірландські єпископи вважаються наступниками св. Бригіти.
Коли свята заснувала інші монастирі, то сама поставила місцевих єпископів.
Св. Бригіта померла 1 лютого (за н. ст. 14 лютого) близько 525 р. в заснованому нею монастирі, але похована в м. Даунпатрік поруч зі св. Патриком і св. Колумбою. Вона стала першою канонізованою ірландською святою і небесною покровителькою Ірландії. Пам'ять св. Бригіти вшановує і Православна Церква 23 січня (за н. ст. 5 лютого), як ігуменію Кільдарську і царівну Ірландську.

## Змішання християнських і язичницьких уявлень
В руках Бригіти м'ясо, масло, та інші частування для гостей практично не вичерпувалось, їжі і пиття вистачало на всіх. Ці сюжети перегукуються з євангельським дивом з п'ятьма хлібами і рибами, з одного боку, і з властивостями язичницької богині родючості Бригіти. Щоб молока вистачило всім гостям, її корови дояться три рази на день. Але головний її талант — пивоваріння:
 Це сталося перед Великоднем: «Що нам робити? — запитала Бригіта у своїх дівчат. — У нас є мішок солоду. Нам треба поставити його бродити, бо не можемо ми залишитися без пива на Великдень. У Маг Талах є вісімнадцять церков. Як дати пива їм на Великдень, у свято на честь Господа, щоб це було питвом, а не їжею? До того ж у нас немає посудин». Це було правдою. У будинку були тільки одна діжка і дві дерев'яні балії. «Добре. Давайте готувати». Ось що було зроблено: в одній цебрі було приготовлено сусло, в іншу його помістили бродити, і те, що було покладено в другу балію бродити, і з нього наповнювали діжку і відносили в кожну церкву по черзі і поверталися назад, але, хоча вони поверталися швидко, діжка встигала наповнюватися пивом. Вісімнадцять повних цебер можна було вичерпати з діжки і цього вистачило на Пасху. І в жодній церкві не було недоліку на святах від Великодня до Фоміна неділі, завдяки працям Бригіти. [Bethu Brigte 1978, § 21]